# Bud Abbott
Bud Abbott, właśc. William Alexander Abbott (ur. 2 października 1895 w Asbury Park, zm. 24 kwietnia 1974 w Los Angeles) – amerykański aktor filmowy, komik, także producent. Z Lou Costello stworzył popularny głównie w latach 40. i na początku lat 50. duet komików Abbott i Costello.

## Kariera filmowa
W filmie zadebiutował w 1940 roku w produkcji One Night in the Tropics (Jedna noc w tropiku). Najbardziej znany jest jednak z filmów, w których pojawiał się wraz z L. Costello, posługując się zazwyczaj burleską i parodią jako środkiem wyrazu artystycznego. Powstał też 52-odcinkowy serial telewizyjny The Abbott and Costello Show, w którym występowali ci komicy (1952–1954), a także jego animowana wersja (1967–1968), w której aktorzy użyczyli głosu.

## Życie prywatne
Był synem Harry’ego Abbotta, agenta cyrkowego i Rae Fisher, cyrkowej woltyżerki. Jako dziecko Abbott przeprowadził się z rodziną na Coney Island (Nowy Jork), gdzie szybko zainteresował się światem rozrywki swoich rodziców. Porzucił szkołę podstawową, aby wykonywać różne prace w lokalnym parku rozrywki, m.in. sprzedawać cukierki, malować znaki i wabić klientów do lustrzanego labiryntu, a następnie zarabiać dodatkowe pieniądze, pokazując im drogę do wyjścia. W wieku 16 lat Abbott, z pomocą ojca, został zatrudniony jako zastępca skarbnika w sali burleski na nowojorskim Brooklynie. Kiedy nie pracował w kasie, Abbott studiował rytuały i sposób występów komików na scenie. W ciągu następnych kilku lat zajmował podobne stanowiska w innych teatrach, ostatecznie awansując na stanowisko skarbnika w Teatrze Narodowym w Waszyngtonie.
17 września 1918 r. ożenił się z Betty Smith. Byli małżeństwem aż do jego śmierci, mieli dwoje adoptowanych dzieci. Cierpiał na epilepsję. Zmarł na raka prostaty, jego prochy rozsypane zostały na Pacyfiku.

## Filmografia

### Filmy
- 1940: Abbott i Costello w tropikach (One Night in the Tropics) jako Abbott
- 1941: Szeregowcy (Buck Privates) jako Slicker Smith
- 1941: W marynarce (In the Navy) jako Smoky Adams
- 1941: Łap ducha (Hold That Ghost) jako Chuck Murray
- 1941: Keep ’Em Flying jako Blackie Benson
- 1942: Wesołe ranczo (Ride 'Em Cowboy) jako Duke
- 1942: Rio Rita jako Doc
- 1942: Pardon My Sarong jako Algy Shaw
- 1942: Abbott i Costello – Kto to zrobił? (Who Done It?) jako Chick Larkin
- 1943: Na wyścigach (It Ain’t Hay) jako Grover Mickridge
- 1943: Hit the Ice jako Flash Fulton
- 1944: Na salonach (In Society) jako Eddie Harrington
- 1944: Zagubieni w haremie (Lost in a Harem) jako Peter Johnson
- 1945: Abbott i Costello w szkole dla dziewcząt (Here Come the Co-Eds) jako Slats McCarthy
- 1945: Szulerzy na pokładzie (The Naughty Nineties) jako Dexter Broadhurst
- 1945: Abbott i Costello w Hollywood (Abbott and Costello in Hollywood) jako Buzz Kurtis
- 1946: Mały olbrzym (Little Giant) jako John Morrison/Tom Chandler
- 1946: Ich długie życie (The Time of Their Lives) jako Cuthbert/dr Greenway
- 1947: Szeregowcy wracają do domu (Buck Privates Come Home) jako Slicker Smith
- 1947: Wdowa z Wagon Gap (The Wistful Widow of Wagon Gap) jako Duke Egan
- 1948: The Noose Hangs High jako Ted Higgins
- 1948: Abbott i Costello spotykają Frankensteina (Abbott and Costello Meet Frankenstein) jako Chick Young
- 1948: Abbott i Costello w Meksyku (Mexican Hayride) jako Harry Lambert
- 1949: Abbott i Costello – Afrykańska przygoda  (Africa Screams) jako Buzz Johnson
- 1949: Abbott i Costello spotykają mordercę (Abbott and Costello Meet the Killer, Boris Karloff) jako Casey Edwards
- 1950: Abbott i Costello w Legii Cudzoziemskiej (Abbott and Costello in the Foreign Legion) jako Bud Jones
- 1951: Abbott i Costello spotykają niewidzialnego człowieka (Abbott and Costello Meet the Invisible Man) jako Bud Alexander
- 1951: Godzina komedii (Comin' Round the Mountain) jako Al Stewart
- 1952: Jaś i łodyga fasoli (Jack and the Beanstalk) jako pan Dinkel
- 1952: Lost in Alaska jako Tom Watson
- 1952: Abbott i Costello spotykają Kapitana Kidda (Abbott and Costello Meet Captain Kidd) jako Rocky Stonebridge
- 1953: Abbott i Costello lecą na Marsa (Abbott and Costello Go to Mars) jako Lester
- 1953: Abbott i Costello spotykają Jekylla i Hyde’a (Abbott and Costello Meet Dr. Jekyll and Mr. Hyde) jako Slim
- 1955: Abbott i Costello w wytwórni filmowej (Abbott and Costello Meet the Keystone Kops) jako Harry Pierce
- 1955: Abbott i Costello spotykają mumię (Abbott and Costello Meet the Mummy) jako Pete Patterson/Abbott
- 1956: Zatańcz ze mną Henry (Dance with Me, Henry) jako Bud Flick
- 1965: Świat Abbotta i Costello (The World of Abbott and Costello) (film kompilacyjny)

### Seriale
- 1951−1954: The Colgate Comedy Hour jako prowadzący
- 1952−1954: The Abbott and Costello Show jako Bud Abbott
- 1961: General Electric Theater jako Ernie Kauffman
- 1967–1968: The Abbott and Costello Show jako Abbott (głos)